# Carl Albert Löschhorn
Carl Albert Löschhorn, född den 27 juni 1819 i Berlin, död där den 4 juni 1905, var en tysk tonsättare.
Löschhorn, som från 1851 var pianolärare vid Kungliga institutet för kyrkomusik i Berlin (med professors titel från 1858), gjorde sig känd i synnerhet genom etyder och salongsstycken för piano samt arbetet Wegweiser in der Pianoforteliteratur (1862; 2:a upplagan, Führer durch die Klavierliteratur, 1885).